# 서울영본초등학교
서울영본초등학교(서울永本初等學校)는 대한민국 서울특별시 동작구 본동에 있는 공립 초등학교이다.

## 학교 연혁
- 1967년 11월 27일: 개교
- 1970년 2월 10일 제 1회 졸업식
- 2023년 3월 1일 제 19대 허혜련 교장님 부임
- 2023년 3월 2일 여자 남자 총 111명 입학

## 참고 자료
- 서울영본초등학교 - 한국교육학술정보원 학교알리미